# 蔡源乡
蔡源乡，是中华人民共和国浙江省丽水市遂昌县下辖的一个乡镇级行政单位。

## 行政区划
蔡源乡下辖以下地区：
甚坑村、蔡和村、双溪村、大柯村和永兴村。